# بوكيانيكو
بوكيانيكو (بالإيطالية: Bucchianico)‏ هي بلدية في مقاطعة كييتي في إقليم أبروتسو الإيطالي.

## السكان
في سنة 1861 بلغ عدد السكان 3٬965 نسمة، وتطور العدد ليصل في سنة 2011 لـ 5٬221 نسمة.
يظهر هذا المخطط البياني تطور النمو السكاني لـ بوكيانيكو